# Yakitate!! Japan
Yakitate!! Japan (焼きたて!! ジャぱん, , em Portugal: Amassando Ja-pão) é um mangá escrito por Takashi Hashiguchi, publicado na revista Weekly Shōnen Sunday da editora Shogakukan, que foi adaptada em uma série de anime pela Sunrise. A série foi transmitida pela TV Tokyo e outras emissoras locais de outubro de 2004 a março de 2006, com um total de 69 episódios. Ganhou o Shogakukan Manga Award de 2004 de "melhor mangá para jovens masculinos". Mais tarde, a série foi licenciada pela VIZ Media para distribuição na América do Norte.